# مرد گرگ‌نما (فیلم ۲۰۲۵)
مرد گرگ‌نما (انگلیسی: Wolf Man) یک فیلم ترسناک آمریکایی محصول سال ۲۰۲۵ به کارگردانی لی ونل است که نویسندگی مشترک آن را با کوربت تاک به عهده داشت. این فیلم ریبوتِ فیلم مرد گرگ‌نما (۱۹۴۱) است و در آن کریستوفر ابوت، جولیا گارنر و سام یاگر ایفای نقش کرده‌اند.
این فیلم در سال ۲۰۱۴ معرفی شد و قرار بود بخشی از یک جهان سینمایی مشترک با محوریت هیولاهای جهانی باشد. آرون گوزیکوفسکی و دیوید کالاهام به نوشتن فیلمنامه پیوستند. پس از شکست مومیایی (۲۰۱۷)، یونیورسال تمرکز خود را به فیلم‌های مستقل معطوف کرد. ولی موفقیت مرد نامرئی (۲۰۲۰) اثر وانل، علاقه یونیورسال را به مجموعه هیولاها دوباره برانگیخت. آنها پیشنهاد گاسلینگ را پذیرفتند، که او نیز قرار بود در این فیلم بازی کند. با این حال، گاسلینگ از این نقش انصراف داد، در حالی که ونل کارگردانی را بر عهده گرفت. فیلمبرداری در اوایل سال ۲۰۲۴ در نیوزیلند انجام شد.
این فیلم توسط یونیورسال پیکچرز در ۱۷ ژانویه ۲۰۲۵ اکران شد و نقدهای مختلطی از سوی منتقدان دریافت کرد.

## موضوع
خانواده‌ای در یک مزرعه دورافتاده مورد حمله حیوانی نادیده قرار می‌گیرند، اما با فرا رسیدن شب، پدر شروع به تبدیل شدن به چیزی غیرقابل تشخیص می‌کند.

## داستان
در سال ۱۹۹۵، ناپدید شدن یک کوهنورد در کوه‌های دورافتادهٔ اورِگن باعث گمانه‌زنی‌هایی دربارهٔ ویروسی مرتبط با حیات‌وحش منطقه می‌شود. در جریان یک سفر شکار در همان ناحیه، بلیک لاول جوان و پدر سخت‌گیرش، گرِیدی، موجودی انسان‌نمای مرموز را در جنگل می‌بینند و در یک سکوی شکار بالارفته پنهان می‌شوند. گرِیدی ماجرا را برای دوستش، دن کیل، تعریف می‌کند، اما دن به‌خاطر امنیت بلیک و پسرش درک، پیشنهاد شکار موجود را رد می‌کند.
سی سال بعد، بلیک در سان‌فرانسیسکو با همسرش شارلوت و دخترشان جینجر زندگی می‌کند و به نویسندگی مشغول است. او مانند پدرش، که اکنون با او قطع رابطه کرده، در کنترل خشمش مشکل دارد و این مسئله به ازدواجش آسیب زده است. یک روز، گواهی فوت گرِیدی، که مدتی ناپدید شده بود، به‌همراه کلیدهای خانهٔ دوران کودکی‌اش به دستش می‌رسد. بلیک تصمیم می‌گیرد برای بهبود رابطه‌اش با شارلوت به آن‌جا سفر کند.
در راه، برای پیدا کردن مسیر، آن‌ها به درک برمی‌خورند که آن‌ها را تا خانه می‌برد. اما پیش از رسیدن، موجودی در جاده ظاهر می‌شود و بلیک برای پرهیز از برخورد، فرمان را کج می‌کند و ماشین از جاده منحرف می‌شود. موجود، بازوی بلیک را زخمی کرده و درک را می‌کشد. بلیک با اضطراب خانواده‌اش را به خانه می‌برد، ژنراتور را روشن کرده و ورودی را برای محافظت از آن‌ها در برابر هیولا می‌بندد. بازوی زخمی و عفونی بلیک نشانه‌هایی از بیماری را بروز می‌دهد: دندان‌هایش می‌افتند، به‌شدت عرق می‌کند و نسبت به صدا حساس می‌شود. صدای موجود را که می‌شنود، گوشش را به در کنار می‌چسباند، اما هیولا از در مخصوص حیوانات، پایش را می‌گیرد و زخمی‌اش می‌کند، تا این‌که شارلوت با ضربهٔ چکش مانع آن می‌شود.
با بدتر شدن حال بلیک، شارلوت نگران‌تر می‌شود. او توانایی‌های حرکتی و گفتاری‌اش را از دست می‌دهد. موهایش می‌ریزد، دندان‌ها و ناخن‌هایش می‌افتد و به‌جای آن‌ها نیش و چنگال درمی‌آورد. بینایی‌اش دچار اختلال شده و بر بدنش مو درمی‌آید. برای تسکین درد، شروع به گاز گرفتن بازوی خودش می‌کند که شارلوت را می‌ترساند. او یک وانت فرسوده در بیرون می‌بیند و موفق می‌شود آن را روشن کند. اما پیش از آن‌که خانواده بتوانند فرار کنند، موجود شیشهٔ جلو را خرد می‌کند و آن‌ها به‌ناچار به بالای یک گلخانه پناه می‌برند. بلیک به شارلوت علامت می‌دهد که با جینجر به خانه بازگردد و خودش به‌سمت دیگر می‌دود تا موجود را از آن‌ها دور کند.
دقایقی بعد، بلیک با بدنی تغییرشکل‌یافته و لنگان بازمی‌گردد. او انگشتی قطع‌شده را بالا می‌آورد و با حالتی تهدیدآمیز به شارلوت نزدیک می‌شود و او و جینجر را می‌ترساند. وقتی درمی‌یابد که برای آن‌ها خطری جدی است، آمادهٔ رفتن می‌شود، اما موجود راهش را به خانه پیدا می‌کند و به آن‌ها حمله می‌کند. بلیک خودش را میان هیولا و خانواده‌اش قرار می‌دهد و در درگیری، گردن موجود را گاز می‌گیرد و او را می‌کشد. با دیدن خال‌کوبی روی بازوی موجود، بلیک متوجه می‌شود که او پدر آلوده‌شده‌اش، گرِیدی، است. سپس به بیرون می‌دود و مرحلهٔ پایانی دگرگونی‌اش به گرگینه آغاز می‌شود. او که دیگر نمی‌تواند خودش را کنترل کند، به خانواده‌اش حمله می‌کند و آن‌ها به یک انبار فرار می‌کنند.
بلیک با پنجه‌هایش درِ انبار را می‌درد و با استفاده از بینایی شبانهٔ تازه‌اش در تاریکی به‌سوی آن‌ها حرکت می‌کند، اما در تلهٔ خرسی‌ای که شارلوت کار گذاشته بود گیر می‌افتد. او پایش را می‌جَوَد و به تعقیب ادامه می‌دهد، درحالی‌که شارلوت و جینجر به جنگل پناه می‌برند و در سکوی شکار پنهان می‌شوند. با طلوع آفتاب، بلیک بالا می‌آید و شارلوت تفنگ را به‌سمت او نشانه می‌گیرد. درک می‌کند که بلیک در درد است و می‌خواهد بمیرد. خانواده برای آخرین بار به یکدیگر نگاه می‌کنند، بلیک به جلو می‌جهد و شارلوت با شلیک او را از پا درمی‌آورد. آن‌ها بلیک در حال مرگ را در آغوش می‌گیرند و سپس از جنگل بیرون می‌روند و به دره‌ای می‌نگرند که بلیک زمانی در کودکی آن را توصیف کرده بود.

## واکنش نقادانه
در وبگاه جمع‌آوری نقد راتن تومیتوز، ٪۵۳ از ۱۶۹ بررسی منتقدان مثبت است، و میانگینِ امتیاز آن ۵٫۸/۱۰ است. این فیلم در متاکریتیک که از میانگین وزنی استفاده می‌کند، بر اساس نظر ۴۴ منتقدین امتیاز ۵۱ از ۱۰۰ را کسب کرده که نشان‌گر «نقدهای مختلط یا متوسط» است.